# 馬丁斯維爾鎮區 (伊利諾伊州克拉克縣)
馬丁斯維爾鎮區（英語：Martinsville Township）是位於美國伊利諾伊州克拉克縣的一個行政鎮區。

## 地方資料
根據2010年美國人口普查的數據，馬丁斯維爾鎮區的面積為108.30平方千米，當中陸地面積為107.40平方千米，而水域面積為0.90平方千米。當地共有人口1559人，而人口密度為每平方千米14.4人。